# Stambus
Stambusser, også kaldet metrobusser, er buslinjer af høj kvalitet med hyppig drift, der udgør de grundlæggende dele af bybusnet i større byer.
Stambusser fungerer på linje med og som supplement til undergrundsbaner, nærbaner og sporvogne i storbyer med hyppig drift på de vigtigste strækninger. I mellemstore byer kan det træde i stedet for skinnebårne løsninger efter princippet "tænk sporvogn - kør bus". I begge tilfælde er formålet at skabe hyppige, mere direkte og mere tilforladelige forbindelser end ved almindelige bybusser. I forhold til disse er driftstiden ofte længere, og i visse tilfælde køres endda døgnet rundt. For at dække den højere efterspørgsel på de vigtige strækninger kan der benyttes større køretøjer så som 13,7 m-busser, ledbusser eller dobbeltdækkerbusser. Med deres overskuelige linjeføringer, hyppige drift og lange driftstid er stambusser lettere at forstå for passagerne og kan anvendes i trafikselskabernes markedsføring.
Ved indførelse af stambusser i en given by sker der ofte omfattende ændringer af det eksisterende busnet, der i betydeligt omfang bliver udformet på ny. For at fremme regulariteten kan der anlægges busbaner og indføres signalprioritering for busser i lyskryds. Stoppestederne får også en ensartet og synlig udformning og vil typisk have realtidsinformation om, hvornår næste bus kommer. Desuden kan busserne få en særlig bemaling som i for eksempel Stockholm, hvor stombussarna benytter blå busser til forskel fra de almindelige røde bybusser.
Alt afhængig af de lokale selskaber benyttes der forskellige betegnelser, for eksempel metrobus (Aalborg, ophørt), Metrobuslinien (Berlin, der også har Metrotram), stombussar (Stockholm, Göteborg m.fl.), huvudlinjer (Malmö) eller A-bus (København) (København, Aarhus m.fl.).

## Eksempler på stambusser
- Metrobus ved Bahnhof Berlin Zoologischer Garten.
- Stombusslinje, også kaldet blåbusslinje, på Sankt Eriksbron i Stockholm.
- Linje 1A på Blegdamsvej i København.
- En af de nu ophørte metrobusser i Aalborg.